# Carex capricornis
Carex capricornis är en halvgräsart som beskrevs av Karl Friedrich Meinshausen och Carl Maximowicz. Carex capricornis ingår i släktet starrar, och familjen halvgräs. Inga underarter finns listade i Catalogue of Life.